# Willy Hundertmark
Willy Hundertmark (* 16. April 1907 in Apolda; † 15. Dezember 2002 in Bremen) war ein deutscher KPD-Funktionär und Widerstandskämpfer gegen den Nationalsozialismus.

## Leben
Hundertmark wurde in Apolda bei Weimar als drittes von sechs Kindern eines Wirkers und einer Näherin geboren. Er wuchs in Essen auf, wo sein Vater 1915 als Kriegsversehrter bei Krupp in Essen Arbeit fand. Kapp-Putsch und Ruhrkämpfe haben ihn nachhaltig geprägt. Mit 14 ging er bei Krupp in die Lehre, wurde Former und trat der Gewerkschaft bei. Bereits als Zwölfjähriger betätigte er sich politisch, wurde Mitglied des Kommunistischen Jugendverbandes Deutschlands (KJVD). Im KJVD stieg er bald zum Organisationsleiter für den Bezirk Ruhrgebiet auf. 1926 erfolgte der Eintritt in die KPD. Aufgrund der Weltwirtschaftskrise wurde Hundertmark 1929 bei Krupp entlassen. Während der Massenarbeitslosigkeit wurde der auch arbeitslos, engagierte sich in der Arbeitslosenbewegung und lebte vom Stempelgeld und kleinen Einnahmen als Redakteur einer Arbeitslosenzeitung. Danach wurde er als hauptamtlicher Funktionär von der KPD übernommen.
Während des „Dritten Reichs“ gehörte Hundertmark zu den politisch Verfolgten der nationalsozialistischen Diktatur. Im Zuge der Verhaftungswelle nach dem Reichstagsbrand wurde Willy Hundertmark am 3. März 1933 verhaftet und ins KZ Sonnenburg verbracht. Nach der Entlassung im September 1933 wurde er drei Wochen später erneut verhaftet und kam für mehr als drei Monate ins Lager Brauweiler. Bei seiner Haftentlassung musste er versprechen, nicht mehr nach Essen zurückzukehren. Nach Aufenthalten in verschiedenen Städten kam er 1939 nach Bremen.
Nach dem Ende des Zweiten Weltkriegs war Hundertmark kurzzeitig (1945/46) SPD-Mitglied, beteiligte sich dann aktiv am Wiederaufbau der KPD in Bremen. Er wurde Mitte Oktober 1946 Redakteur, später Chefredakteur der KPD-Parteizeitung, die ab Januar 1947 als „Tribüne der Demokratie“ erschien. Die „Tribüne der Demokratie“ wurde 1948 vorübergehend von der amerikanischen Militärregierung verboten und hatte mit finanziellen Schwierigkeiten zu kämpfen, so dass sie erst ab Mai 1949 wieder regelmäßig erscheinen konnte.
Im April 1951 wurde Hundertmark von der KPD-Führung im Zuge der „Tito-Debatte“ vorübergehend mit einem Funktionsverbot belegt und als Chefredakteur der Parteizeitung entlassen. Während dieser Zeit betätigte sich Hundertmark in seiner Wohngebietsgruppe in Gröpelingen, der größten Stadtteilorganisation der Bremer KPD, und in der Gewerkschaft Handel, Banken und Versicherungen (HBV). Am 15. März 1956 wurde er parteiintern rehabilitiert und durfte seine hauptamtliche Funktionärstätigkeit für die KPD wiederaufnehmen. Nach dem KPD-Verbot und der illegalen politischen Arbeit in den Jahren 1956 bis 1968 folgte der Eintritt in die neukonstituierte DKP.
Neben seiner Arbeit bei der Wohnungsbaugesellschaft GEWOBA, wo er von 1961 bis 1972 Mitglied des Betriebsrates war, widmete sich Hundertmark in den kommenden Jahren vor allem der Vereinigung der Verfolgten des Naziregimes (VVN), die er 1947 mitbegründet hatte. 1975 wurde er Sekretär der VVN. Von 1983 bis 1991 war er Vorsitzender der Landesvereinigung Bremen der VVN, danach Ehrenvorsitzender.
1986 wurde er mit dem Kultur- und Friedenspreis der Villa Ichon in Bremen ausgezeichnet. Im Wendejahr 1989 bekam Hundertmark als erster Kommunist in der Geschichte der Bundesrepublik Deutschland von Bundespräsident Richard von Weizsäcker das „Bundesverdienstkreuz I. Klasse“ verliehen. 2002 starb er im Alter von 95 Jahren in Bremen.
Willy Hundertmark war mit einer Schwester von Gustav Böhrnsen verheiratet.

## Ehrungen

Willy-Hundertmark-Platz

- 2019 wurde in Bremen-Gröpelingen der Willy-Hundertmark-Platz eingeweiht.

## Schriften (Auswahl)
- Hendrik Bunke (Hrsg.): Willy Hundertmark. Erinnerungen an ein widerständiges Leben. Edition Temmen, Bremen 1997, ISBN 3-86108-323-X.
- Mit Jakob Pfarr et al.: Antifaschistischer Widerstand 1933 bis 1945 in Bremen. Schmalfeldt-Verlag, Bremen 1974.
- Antifaschismus gegen Antikommunismus. Die VVN im Kalten Krieg. In: Christoph Butterwegge et al. (Hg.) Bremen im Kalten Krieg. Zeitzeug(inn)en berichten aus den 50er und 60er Jahren: Westintegration – Wiederbewaffnung – Friedensbewegung. Bremen 1991.
- Frank Thomas Gatter und Mechthild Müser (nach Materialien von Willy Hundertmark und Achim Saur): "Leider von mir ist gar nichts zu sagen..."  Eine Weserfahrt. In: Bremen zu Fuß. VSA: Verlag, Hamburg 1987, ISBN 3-87975-421-7, S. 175–189